# Фармингдейл (Нью-Йорк)
Фармингдейл — деревня на Лонг-Айленде в городе Ойстер-Бэй в округе Нассо (штат Нью-Йорк, США). На момент переписи 2020 года население составляло 8466 человек.
Район Ленокс-Хиллз примыкает к государственному парку Бетпейдж, а остальная часть города находится в пятнадцати минутах езды от парка. Он также находится примерно в 37 милях (59 км) к юго-востоку от Мидтауна на Манхэттене и до него можно добраться по ветке Ронконкома LIRR. Скоростные автомагистрали Long Island Expressway и Seaford–Oyster Bay Expressway связывают Фармингдейл с Нью-Йорком и другими городами.

## Население

### Перепись населения 2000
По данным переписи 2000 года в деревне проживало 8399 человек, 3216 домохозяйств и 2051 семья. Плотность населения составляла 2869,6 человек на км². Было 3289 единиц жилья при средней плотности 1123,7 на км². Расовый состав деревни был следующим: 87,03 % белые, 1,61 % афроамериканцы, 0,12 % коренные американцы, 3,70 % азиаты, 0,05 % тихоокеанцы, 5,06 % представители других рас и 2,43 % представители двух или более рас. Испаноязычные или латиноамериканцы любой расы составляли 12,57 %.
Из 3216 домохозяйств 28,3 % имели детей в возрасте до 18 лет, проживающих с ними, 50,2 % были супружескими парами, живущими вместе, 9,5 % имели женщину-домохозяйку без мужа, и 36,2 % не имели семьи. 29,8 % домохозяйств состояли из одного человека, а 11,5 % — из одного человека в возрасте 65 лет и старше. Средний размер домохозяйства составил 2,55, а средний размер семьи — 3,19.
Возрастное распределение было следующим: 21,2 % — моложе 18 лет, 7,3 % — от 18 до 24 лет, 35,2 % — от 25 до 44 лет, 21,6 % — от 45 до 64 лет и 14,7 % — 65 лет и старше. Средний возраст составил 38 лет. На каждые 100 женщин приходилось 95,2 мужчин. На каждые 100 женщин в возрасте 18 лет и старше приходилось 92,5 мужчин.
Средний доход домохозяйства составил $58 411, а средний доход семьи — $68 235. Средний доход мужчин составил $46 104, женщин — $36 021 доллар США. Доход на душу населения в деревне составил $27 492. Около 3,0 % семей и 5,6 % населения находились за чертой бедности, включая 3,5 % тех, кому было меньше 18 лет, и 13,0 % тех, кому было больше 65 лет.

### Перепись населения 2010
По данным переписи 2010 года население деревни составляло 8399 человек, из которых 88,2 % белых, в том числе, 71,1 % неиспаноязычных белых, 2,6 % афроамериканцев, 0,4 % коренных американцев, 2,5 % азиатов, 4,7 % представителей других рас и 1,7 % представителей двух или более рас. Испаноязычные или латиноамериканцы любой расы составляли 13,7 % населения.

## Транспорт
Фармингдейл обслуживается аэропортом Репаблик, региональный пунктом обслуживания гражданской авиации к востоку от Нью-Йорка; маршрутами автобусной компании NICE n70 и n71; и станцией Фармингдейл железной дороги LIRR. Основные дороги — это магистрали штата Нью-Йорк Route 24 (Conklin Street), Route 27 (Sunrise Highway), Route 109 (Fulton Street) и Route 110 (Broad Hollow Road), а также автомагистрали Southern State Parkway и Bethpage State Parkway. Деревня является местом транзитно-ориентированной застройки, сосредоточенной вокруг станции LIRR.
Планируется строительство автомагистрали Long Island Greenway от Фармингдейла до Монтока.

## Известные люди
Ниже приведён список известных людей, связанных с Фармингдейлом.
- Уильям Томас Гэддис (1922—1998) — американский писатель. В 1941 году окончил Старшую школу Фармингдейла.
- Джордж Хинкепи (род. в 1973) — единственный в истории американский велогонщик, который участвовал в пяти Олимпийских играх. В 1991 году окончил Старшую школу Фармингдейла.
- Владимир Жаботинский (1880—1940) — прозаик, поэт и переводчик, публицист и фельетонист, видный деятель и идеолог сионистского движения. В 1940 году похоронен в Фармингдейле на кладбище «Нью-Монтефиори»[англ.].